# Ceguaca
Ceguaca (uit het Nahuatl: "Plaats van bezitters van maïskolven") is een gemeente (gemeentecode 1605) in het departement Santa Bárbara in Honduras.
De plaats ligt in geaccidenteerd terrein. In het noorden stroomt de rivier Ulúa.

## Bevolking
De bevolking is als volgt verdeeld:
| Vrouwen | 2478 | 47,2% |
| Mannen  | 2771 | 52,8% |

## Dorpen
De gemeente bestaat uit vijf dorpen (aldea), waarvan het grootste qua inwoneraantal: Ceguaca (code 160501).